# Elise Henle

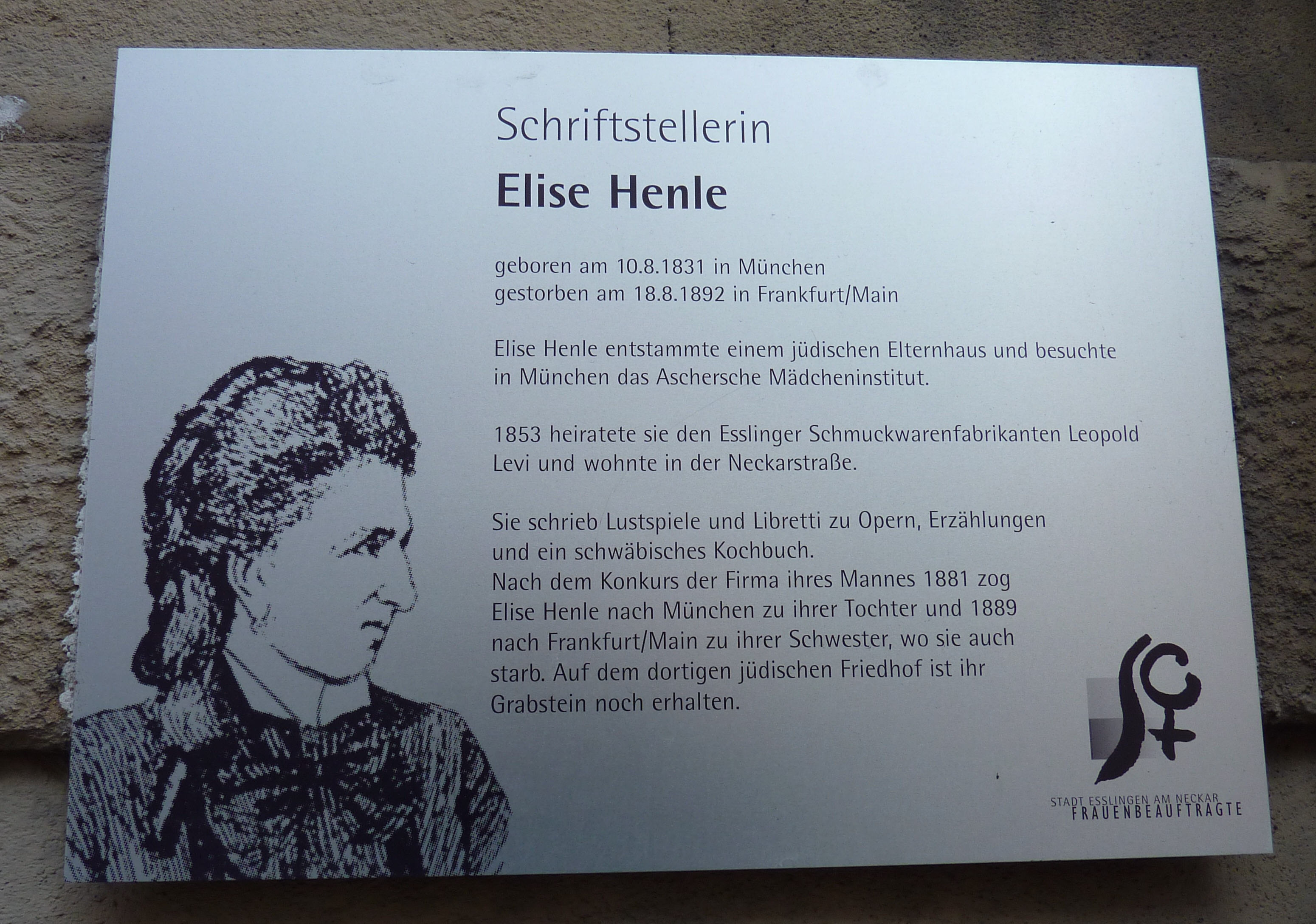
Informationstafel an Henles ehemaligem Wohnhaus

Elise Henle, verheiratete Levi (* 10. August 1832 in München; † 18. August 1892 in Frankfurt am Main) war eine deutsche Schriftstellerin.

## Leben
Elise Henle war das fünfte und jüngste Kind des Münchner Waren- und Wechselsensals Benedikt Henle und Therese, geb. Ottenheimer aus Stuttgart, eine Schwester der Dichterin Henriette Ottenheimer. Elises Vater, ein Sohn des in Fürth geborenen Elkan Henle, befasste sich zusätzlich mit Zeitmessung, etwa mit der Entwicklung einer sogenannten Polytopischen Uhr. Einer ihrer drei Brüder war der Jurist und Landtagsabgeordnete Sigmund von Henle.
Elise besuchte Therese Aschers „Privatlehrinstitut für höhere Töchter“ in München, wo sie erste Stücke und musikalische Kompositionen zur internen Aufführung brachte. Am 3. Juli 1853 heiratete sie den Schmuckfabrikanten Leopold Levi und zog mit ihm in dessen Heimatstadt Esslingen am Neckar, wo sie zunächst in der Fabrikstraße 5 und ab 1868 in der Neckarstraße 33 wohnte. Am 24. August 1854 wurde ihre Tochter Mathilde geboren.
Henles erste, noch anonyme Veröffentlichung ist das 1867 entstandene, satirische Gedicht Hut ab!, das sie in Reaktion auf die antisemitische Äußerung eines Justizbeamten spontan verfasste. Unter ihrem Mädchennamen Henle folgten zahlreiche Lustspiele, Dramen und Opernlibretti, auch zwei mundartliche Kochbücher mit den Titeln Guat ist's und So mag i's. Die Anzahl ihrer in meist unterhaltenden Zeitschriften erschienenen Humoresken und Erzählungen ist noch unerforscht. Am bekanntesten sind vielleicht das in der humoristischen Wochenschrift Fliegende Blätter 1871 abgedruckte Gedicht Der Bayer und der Zuave und die im gleichen Jahr in den Blättern für den häuslichen Kreis erschienene Erzählung Die Wacht am Rhein. Wie Meyer Kayserling befand, charakterisierte sie darin mit feinem Humor die überschwengliche Deutschthümelei.
Als Manuskript 1872 eingereicht und mehrfach überarbeitet, sollte endlich 1876 ihr Lustspiel Aus Göthes lustigen Tagen am Stuttgarter Hoftheater aufgeführt werden. Der künstlerische Direktor Feodor von Wehl hatte inzwischen zugesagt, als im letzten Moment die bereits einstudierte Aufführung abgesagt wurde. Zum Druck kam das Lustspiel erst 1878 bei Raphael Levi in Stuttgart. Zuvor hatte sie allerdings die Schwierigkeiten, auf die sie gestoßen war, in ihrem Stück Durch die Intendanz verarbeitet. Dieses erhielt am Stadttheater Wien 1877 und unter der Theaterleitung von Heinrich Laube bei knapp 500 Einreichungen den, wenn auch umstrittenen, ersten Preis. Nach der Premiere am 29. Oktober 1877 in Wien wurde es an weiteren Bühnen aufgeführt. Um 1870, jedoch ohne Resonanz, wurden in Esslingen die Lustspiele Ein Duell sowie Der achtzehnte Oktober gezeigt. In derselben Stadt folgten 1879/80 die Stücke Aus Göthes lustigen Tagen, Entehrt und Die Wiener in Stuttgart.
Inzwischen hatte sich das Ehepaar Levi getrennt, aber nicht scheiden lassen. Das gegen Leopold Levi 1881 eingeleitete Konkursverfahren veranlasste beide, gemeinsam nach München zu ziehen. Dort lebten sie mehrere Jahre in der Dachauerstraße 9 zusammen in einer Wohnung, unmittelbar neben ihrer Tochter Mathilde, verheiratete Sonnemann.
Wahrscheinlich konnte Henle-Levi in ihren letzten Jahren von den Einkünften ihrer literarischen Arbeiten leben, die teilweise noch immer gespielt wurden. Da sie aber weiterhin mit ihrem Mann in München zusammenlebte, scheint man sich gegenseitig unterstützt zu haben. Ihre gedruckten Texte in Buchform verlegten unter anderem Otto Robert Maier sowie der Reclam-Verlag in Leipzig. Bei Levy & Müller in Stuttgart erschienen ihr Sammelband Backfischchens Theaterfreuden und die drei von ihr herausgegebenen Bände Was soll ich deklamieren. Unter Mitwirkung und Förderung der ersten deutschen Bühnengrößen.
Elise Henle unterhielt enge Beziehungen zu ihrer älteren Schwester Sophie Mayer, die in Frankfurt lebte. Auf den Lexikographen Franz Brümmer geht die Behauptung zurück, Henle sei 1889 nach Frankfurt zu ihrer Schwester übergesiedelt. Dies steht jedoch im Widerspruch zu den Münchner Quellen. Jedenfalls starb sie in Frankfurt und der Rabbiner Rudolf Ruben Plaut hielt die Grabrede.
Elise Levi-Henles Grab befindet sich auf dem Jüdischen Friedhof in Frankfurt am Main.

## Würdigung
Einen längeren Nachruf verfasste Bernhard Kuttner, Lehrer am Frankfurter Philanthropin. Er bezeichnete sie als eine tief religiöse, liebenswürdige und humorvolle Frau. Aus einem Brief Henles an Kuttner vom September 1888 zitierte er sie wörtlich: „Mir ist die Irreligiosität, der Frauen insbesondere, ein Gräuel. Ich halte mich für so gescheit, als viele dieser sogenannten Aufgeklärten; aber mir ist das Gebet wie der Glaube an Gott ein Herzensbedürfnis, wie es mir eine Stütze war und ist in allen Wechselfällen des Lebens und ich sehe auch nicht, dass diejenigen, welche Gott leugnen, glücklicher sind.“
In der Stadt Esslingen, wo Elise Henle 28 Jahre lebte, wurde seit 1996 mehrfach an Elise Henle erinnert. Die Germanistin Marion Schmaus urteilt über Henles literarisches Schaffen, dass zwar die Frauenemanzipation verhandelt werde, sich jedoch auf die Gattenwahl beschränke und nicht politisch zu verstehen sei. Auf Harmonisierung bedachte politische Untertöne durchzögen ihr gesamtes Werk. Dennoch gelte es heute, Henles Werk neu zu entdecken und zwar im Zuge einer feministisch und sozialgeschichtlich interessierten Literaturwissenschaft.

## Werke (Auswahl)
- Aus Göthes lustigen Tagen. Original-Lustspiel in vier Akten. Levy, Stuttgart 1878. (Digitalisat)
- Durch die Intendanz. Original-Lustspiel in fünf Akten. Levy und Müller, Stuttgart 1879. (Digitalisat)
- Entehrt. Schauspiel in 5 Akten. Greiner, Stuttgart 1879. (Digitalisat)
- Schloß de l'Orme. Romantisch-komische Oper in vier Akten. Text von Elise Henle, Musik von Richard Kleinmichel. Breitkopf & Härtel, Leipzig 1880. (Digitalisat)
- Der Erbonkel. Lustspiel in 5 Aufzügen. Reclams Universal-Bibliothek, Nr. 2325, Leipzig 1887. (Digitalisat)
- Murillo. Oper in vier Akten. Text von Elise Henle, Musik von Ferdinand Langer. Haas, Mannheim 1887. (Digitalisat)